# Suwa Yorishige
Suwa Yorishige (諏訪頼重, 1516-31 août 1542) est un samouraï de la fin de l'époque Sengoku. Daimyo à la tête du clan Suwa, chef de la branche aînée du clan et grand prêtre du sanctuaire de Suwa, vénérant Takeminakata-no-Mikoto (dieu du lac Suwa, de l'agriculture, de la chasse et de la sécurité nationale), dont il est supposément le descendant en ligne directe.
Il combat avec une alliance de daimyos de la province de Shinano contre Takeda Shingen à la bataille de Sezawa en 1542. Les Takeda remportent la bataille et, cette même année, Takeda Shingen s'empare du château d'Uehara à l'issue du siège d'Uehara. Suwa Yorishige se rend au siège de Kuwabara après que Shingen lui a promis la vie sauve, à lui et à son clan. Ainsi Yorishige lui-même est-il mené à Kōfu, capitale de Shingen, afin de servir d'otage.
Sous le commandement du célèbre Takeda Shingen, les Takeda avaient pour habitude d'épargner les seigneurs ennemis et d'en faire des vassaux plutôt que de les détruire et de prendre leurs terres, chose rarissime dénotant le charisme et l'autorité de Shingen sur ses samouraïs, puisque ceux-ci se battaient traditionnellement dans l'espoir d'un salaire, généralement sous la forme du pillage ou des terres conquises. L'absence d'une telle rétribution causa plus d'une fois la perte de puissants seigneurs de guerre pourtant victorieux (on citera notamment le clan Hōjō, juste après avoir repoussé les Mongols deux fois de suite). Pourtant, les grands propriétaires terriens au service des Takeda (notamment le clan Sanada) avaient accepté cette pratique généreuse, témoignant de la force des liens entre seigneur et vassal et du charisme surhumain de Shingen.
Mais malheureusement pour les Suwa, le jeune Takeda Harunobu aux dents longues n'en était à ce moment-là qu'à l'apprentissage. Les Suwa étaient parmi ses premiers succès militaires et, en tant que chef du clan, il était encore incertain dans ses décisions.
Aussi, le fier Suwa Yorishige est d'abord pris en otage pour l'empêcher de comploter une révolte ou une alliance avec les seigneurs féodaux voisins. Mais Shingen ne lui faisant pas confiance il s'en débarrasse assez rapidement (peut être y fut-il contraint par l'attitude de Yorishige). Certaines sources disent que Yorishige et son frère cadet furent contraints au seppuku, d'autres que Yorishige a été pourfendu pendant la représentation d'une pièce de théâtre nô. Peut être la chose eut-elle lieu à l'instigation d'Itagaki Nobukata, un des 24 généraux de Takeda Shingen.
La fille de Yorishige, Koihime, est la mère de Takeda Katsuyori, quatrième fils et successeur de Takeda Shingen.

## Source de la traduction
- (nl) Cet article est partiellement ou en totalité issu de l’article de Wikipédia en néerlandais intitulé « Suwa Yorishige (Sengoku) » (voir la liste des auteurs).